# Rodeneck
Rodeneck (em italiano Rodengo) é uma comuna italiana da região do Trentino-Alto Ádige, província de Bolzano, com cerca de 1.157 habitantes. Estende-se por uma área de 29 km², tendo uma densidade populacional de 40 hab/km². Faz fronteira com Chienes, Luson, Naz-Sciaves, Rio di Pusteria, San Lorenzo di Sebato, Vandoies.

## Demografia
| Variação demográfica do município entre 1861 e 2011                               |
|                                                                                   |
| Fonte: Istituto Nazionale di Statistica (ISTAT) - Elaboração gráfica da Wikipedia |